# 笠松則通
笠松 則通（かさまつ のりみち、1957年 - ）は、日本の撮影監督。愛知県出身。日本大学芸術学部映画学科卒業。1980年公開「狂い咲きサンダーロード」(監督/石井聰亙)でキャメラマンデビュー。。日本映画撮影監督協会（J.S.C.）会員。2023年、紫綬褒章を受章。

## 主な作品

### 映画
- 死村告別 （1978年）
- フユニシ （1978年）
- 狂い咲きサンダーロード （1980年）
- シャッフル （1981年）
- 爆裂都市 BURST CITY （1982年）
- その後 （1982年）
- アジアの逆襲 （1983年）
- 危ない話 （1989年）
- どついたるねん （1989年）
- バタアシ金魚 （1990年）
- 鉄拳 （1990年）
- モンゴリアンB・B・Q （1990年）
- TVO 恋愛犯罪映画 （1991年）
- きらきらひかる （1992年）
- J MOVIE WARS 殺し屋アミ （1993年）
- J MOVIE WARS TOKYO BLOOD （1993年）
- 天使のはらわた 赤い閃光 （1994年）
- エンジェル・ダスト （1994年）
- 夜がまた来る （1994年）
- BOXER JOE （1995年）
- トイレの花子さん （1995年）
- 水の中の八月 （1995年）
- ビリケン （1996年）
- ユメノ銀河 （1997年）
- 傷だらけの天使 （1997年）
- 愚か者 傷だらけの天使 （1998年）
- ポルノスター （1998年）
- 顔 （2000年）
- 新・仁義なき戦い （2000年）
- アカシアの道 （2001年） - 兼照明
- アンチェイン （2001年） - 撮影協力
- ELECTRIC DRAGON 80000V （2001年）
- KT （2002年）
- 青い春 （2002年）
- ぼくんち （2003年）
- さよなら、クロ （2003年）
- 赤目四十八瀧心中未遂 （2003年）
- この世の外へ クラブ進駐軍 （2004年）
- いつか読書する日 （2005年）
- 亡国のイージス （2005年）
- 東京タワー 〜オカンとボクと、時々、オトン〜 （2007年）
- ドルフィンブルー フジ、もういちど宙へ （2007年）
- カメレオン （2008年）
- 闇の子供たち （2008年）
- のんちゃんのり弁 （2009年）
- 座頭市 THE LAST （2010年）
- 悪人 （2010年）
- 冬の日 （2011年）
- 大鹿村騒動記 （2011年）
- セカンドバージン （2011年）
- 白い息 （2013年）
- 人類資金（2013年）
- 許されざる者（2013年）
- ジョーのあした 辰吉丈一郎との20年（2016年）
- 蜜のあわれ（2016年）
- 怒り（2016年）
- 泣き虫しょったんの奇跡（2018年）
- コーヒーが冷めないうちに（2018年）
- 狼煙が呼ぶ（2019年）
- すばらしき世界（2021年）
- 冬薔薇（2022年）
- はい、泳げません(2022年)
- せかいのおきく（2023年）
- 冬子の夏(2023)

### オリジナルビデオ
- 夜のストレンジャー 恐怖 （1991年）

### テレビ
- 妖しき文豪怪談 『鼻』（2010年、BShi）
- 江戸あばんぎゃるど　アメリカ人が愛した日本美術（2019年　BS４K）
- 江戸あばんぎゃるど　ガラスを脱いだ日本美術（2019年　BS4K)

## 受賞歴
- 1990年 第16回おおさか映画祭：撮影賞『バタアシ金魚』
- 1991年 第12回ヨコハマ映画祭：撮影賞『バタアシ金魚』『鉄拳』
- 1995年 第16回ヨコハマ映画祭：撮影賞『天使のはらわた 赤い閃光』『夜がまた来る』『エンジェル・ダスト』
- 2003年 第58回毎日映画コンクール：撮影賞『ぼくんち』『さよなら、クロ』『赤目四十八瀧心中未遂』
- 2004年 第25回ヨコハマ映画祭：技術賞(撮影)『赤目四十八瀧心中未遂』『ぼくんち』『さよなら、クロ』
- 2006年 第29回日本アカデミー賞：優秀撮影賞『亡国のイージス』
- 2008年 第31回日本アカデミー賞：優秀撮影賞『東京タワー オカンとボクと、時々、オトン』
- 2009年 第49回 ACC CM FESTIVAL ベスト撮影賞
- 2011年 第34回日本アカデミー賞：優秀撮影賞『悪人』[3]
- 2012年 第35回日本アカデミー賞：優秀撮影賞『大鹿村騒動記』[4]
- 2014年 第37回日本アカデミー賞：最優秀撮影賞『許されざる者』[5]
- 2014年　おおさかシネフェス2014 撮影賞『許されざる者』『人類資金』
- 2017年 第40回日本アカデミー賞：優秀撮影賞『怒り』
- 2017年第70回日本映画テレビ技術協会 映像技術賞『怒り』

- 2022年 第43回ヨコハマ映画祭：撮影賞『すばらしき世界』
- 2022年 第75回毎日映画コンクール：撮影賞『すばらしき世界』
- 2022年 第45回日本アカデミー賞：優秀撮影賞『すばらしき世界』
- 令和4年度文化庁映画賞[6]映画功労部門
- 2023年紫綬褒章[7][8]